# 용산역
용산역(龍山驛, Yongsan station)은 서울특별시 용산구 한강로3가에 있는 경부선과 경원선의 철도역이다. 호남선, 전라선 등의 일반 열차와 KTX의 기점이다. 공식적으로는 경부선 상의 역이지만 경부선 계열 열차들은 전부 이 역을 통과하며 이 역에 정차하는 열차들은 전부 호남선 또는 전라선 계열 열차들이다. 경원선의 기점이지만 용산~청량리 구간을 운행하는 임시열차도 모두 이 역을 무정차 통과하며, ITX-청춘 열차만 이 역에서 시·종착한다. 경부선 상의 수도권 전철 1호선과 경원선, 용산선 상의 수도권 전철 경의·중앙선의 환승역이고, 동인천 · 천안 · 신창행 급행열차가 이 역에서 출발하였으나, 천안/신창행 급행열차는 청량리역으로 변경되었다. 수도권 전철 경의·중앙선은 이 역부터 용문역을 지나서 지평역까지 지상 구간이다. ITX-청춘은 이 역부터 춘천역까지 모두 지상 구간이다. 수도권 전철 1호선은 심야에 급행 1편성이 주박한다. 수도권 전철 경의·중앙선은 심야에 2편성이 주박한다.

## 역사

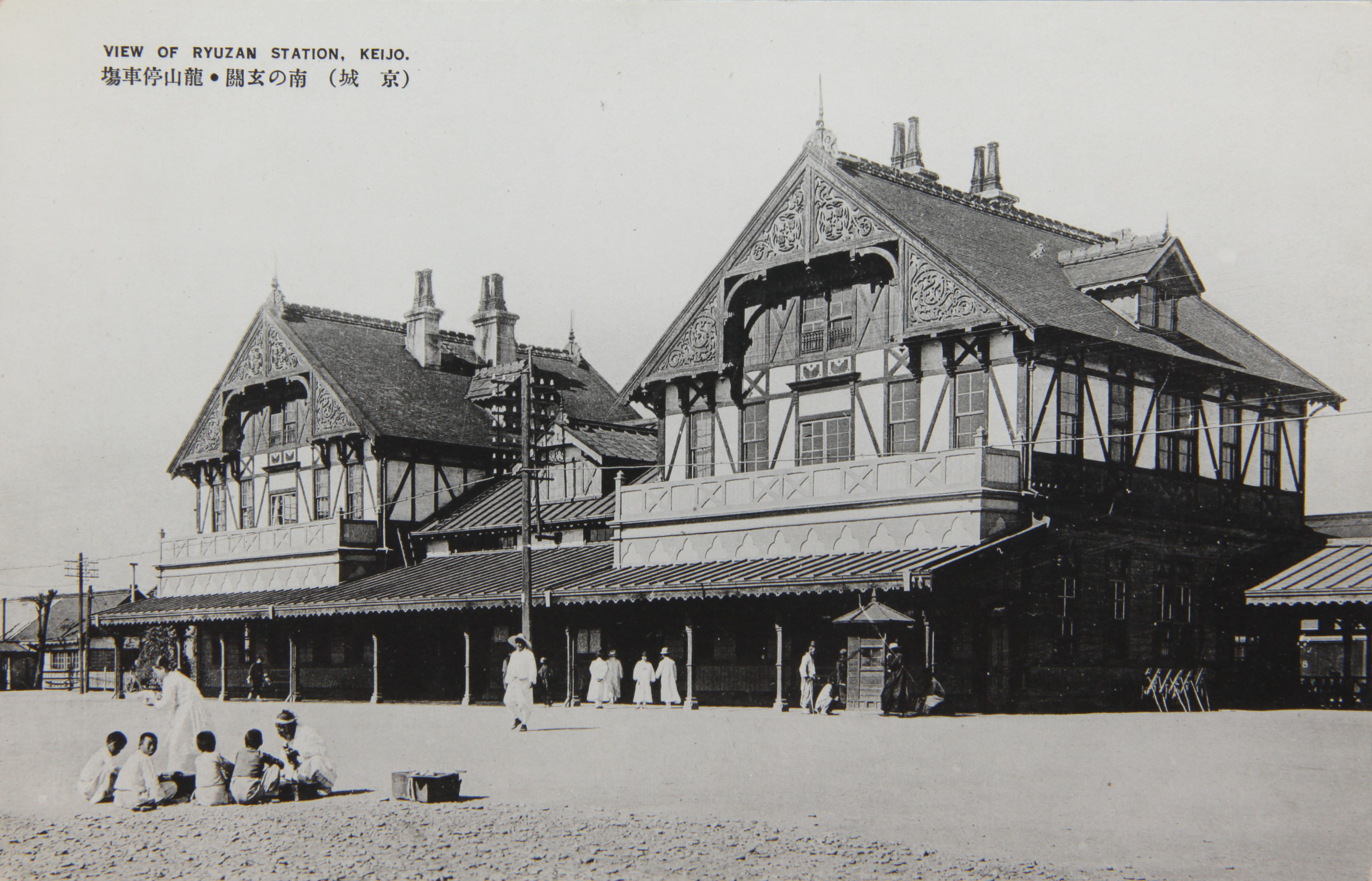
1910년대의 용산역

용산역은 1900년 노량진역까지만 운행하던 경인선이 한강 이북까지 완전히 개통하던 해에 영업을 시작하였다. 1905년에는 경부선이 개통되어 용산역이 부산역으로 가는 열차의 출발역으로 사용되었다. 1906년 러일 전쟁 중에 용산역을 기점으로하는 경의선이 완공되었고, 1914년에는 역시 용산역을 기점으로 하는 경원선이 개통되었다. 당시 용산역은 근처에 일본군 주둔지가 많이 있어 수요가 많았다.
용산역사는 처음에 건축될 때에는 3평반의 판자집에 불과했다. 이후 경부선의 개통과 경의선, 경원선의 기점으로서 막중한 교통량을 담당할 필요가 생기자 임시군용철도감부는 1906년에 2~3층짜리 목조건물로 새로운 역사를 짓는다. 당시 용산정거장 건물은 양식면에서도 주목을 받았다. 석조전, 조선총독부 청사와 관사 등 당시 동양의 건축물은 일반적으로 석조 기반의 바로크, 로마네스크 건축 양식 등을 따랐는데, 용산역사는 특이하게도 목조기반의 서양 지역주의 양식을 채택하여 설계되었다. 용산역사는 1906년 11월 1일에 준공되었으나 곧 화재로 소실되고 대체 설계에 의해 재건축된다.
이렇게 건축된 용산역사는 콜롱바주 양식을 가진다. 역사는 사블리에(sablie)라 하는 부재를 각 층 사이에 배치해 분절하고 있으며, 벽은 목조로 구성된 사각형을 기반으로 성 안드레아 십자형식의 가새를 두어 보강하였다. 이는 기둥과 보를 기반으로 가새를 더한 방식의 건축물들이 일반적이었던 당시의 일제 건축양식과 상반되고, 《조선건철도40년약사》에서도 "양풍"이라 명시한다. 용산역과 유사한 건축양식이 사용된 건축물로는 1924년에 건축된 하라주쿠역사가 있다. 또 고딕 건축에서 줄 사용된 문양인 트레포일(trefoil)이 등장하는 등 당시 존재하던 목조 건축기술이 혼합된 지역주의 양식을 따랐음을 알 수 있다.
용산역 앞에는 커다란 광장이 있었는데, 건축을 담당한 임시군용철도감부가 이런 광장을 설치한 이유는 용산 지역의 병참기지화에 따른 군대의 사열이 필요한 경우를 대비한 것으로 여겨진다.
1923년 용산역이 포화 상태에 이르자 경성역을 신축하였고, 이후 서울역의 통행수요가 증가하자 용산역은 중요성이 작아졌고, 해방과 함께 일본군이 본국으로 돌아간 후 쇠퇴의 길을 걸었다. 구 역사가 소실된 시기 역시 확실하지 않다. 다만 1940년 《조선철도40년약사》에 사진이 남겨져 있고 1949년 6월 26일자 기사에서는 역사의 소실이 암시되어 있어 그 사이에 사라진 것으로 보인다.
1984년 컨테이너 업무가 오봉역으로 옮겨가자 규모는 축소되었다. 그러나, 1974년 8월 15일 수도권 전철 1호선이 개통되고 2004년 4월 1일 KTX 개통과 함께 호남선, 전라선, 장항선 출발역이 되어 활성화되었다.

### 연혁
- 1900년 9월 5일: 정식 영업 개시[12]
- 1906년 11월 1일: 역사 준공
- 1972년 9월 18일: 화물센터 준공
- 1974년 8월 15일: 수도권 전철 운행
- 1977년 12월 30일: 컨테이너 기지 설치
- 1984년 7월 20일: 컨테이너 업무를 오봉역으로 이전
- 1990년 6월 4일: 서부역사 준공
- 2003년 12월 21일: 고속철도 역사 준공
- 2003년 12월 28일: 기존 역무시설을 고속철도 역사로 이전
- 2004년 4월 1일: KTX 운행 개시, 새마을호 운행 개시, 용산역을 호남선 ·전라선 ·장항선의 출발역으로 함
- 2004년 9월 25일: 현대산업개발 민자역사 준공
- 2005년 12월 15일: 용산~부산 간 경부선 일반열차 폐지 및 호남선 ·전라선 ·장항선 시종착역을 용산역으로 일원화
- 2005년 12월 16일: 경원지선 (용산~성북) 운행 계통 폐지 및 수도권 전철 중앙선[13] 이 운행 개시와 함께 역번호를 K136에서 K110으로 변경
- 2006년 5월 1일: 소화물 취급 중지
- 2006년 12월 15일: 용산~광명 간 셔틀 전철 운행 개시
- 2008년 12월 1일: 용산~광명 간 셔틀 전철 운행 중지[14]
- 2008년 12월 15일: 장항선 (천안~신창간) 복선 전철화 개통으로 2009년 6월 1일 (서울~신창간) 누리로 운행 개시
- 2010년 1월 1일: 수도권 전철 1호선과 수도권 전철 중앙선 2번 승강장 내 스크린도어 설치[15]
- 2010년 12월 30일: 화물 취급 중지[16]
- 2012년 2월 28일: 경춘선 ITX-청춘 운행 개시
- 2014년 5월 12일: 호남선 ITX-새마을 운행 개시
- 2014년 6월 1일: 전라선 ITX-새마을 운행 개시
- 2014년 12월 27일: 수도권 전철 경의선 공덕 ~ 용산 구간 개통과 함께 문산역 ~용문역 간 수도권 전철 경의·중앙선 직결 운행 개시로 중간역이 됨
- 2015년 2월 5일: 서해금빛열차(WEST GOLD TRAIN) 운행 개시
- 2015년 6월 29일: 1, 4번 승강장 스크린도어 설치 완료
- 2016년 12월 9일: 경부선, 동해선 KTX 운행 개시
- 2016년 12월 31일: 전철역 개찰구 구조 개선 완료
- 2017년 4월 10일: 여객철도와 광역전철 간 환승통로 개통
- 2017년 5월 1일: 경부선 ITX-청춘 운행 개시
- 2017년 7월 7일: 경인선 특급 운행 개시
- 2018년 3월 23일: 경부선 ITX-청춘 운행 중지
- 2018년 7월 1일: 경부선, 동해선 KTX 운행 중지
- 2020년 3월 2일: 호남선 누리로 운행 중지
- 2023년 9월 1일: ITX-마음 운행 개시

## 역 구조
현재의 역사는 현대산업개발이 지은 민자역사이다. 역을 아이파크몰이 둘러싸고 있고, 역사 내에 CGV와 이마트가 있으며 용산역 3층에 연결되어 있는 구름다리(육교)를 통하여 용산전자상가(가는방향)과 서울드래곤시티에 연결된다. 전철 승강장에 스크린도어가 설치되어 있다. 출구는 3개가 있다.

### 승강장
| ↑서울(경부선)/↑남영(1호선)/↑효창공원앞(경의중앙선)                 |
| 13 12 \| 10 ９ \| ８ ７ \| ６ \| ５ ４ \| ３２ \| １               |
| 영등포(경부선)↓/광명(경부고속선)↓/노량진(1호선)↓/이촌(경의중앙선)↓ |

| 1      | ● 수도권 전철 경의·중앙선              | 왕십리 · 청량리 · 용문 · 지평 방면     |                      |
| 1      | ITX-청춘                               | 왕십리 · 청량리 · 가평 · 춘천 방면     |                      |
| 2      | ● 수도권 전철 경의·중앙선              | 공덕 · 대곡 · 일산 · 문산 방면         |                      |
| 2      | ITX-청춘                               | 당역 종착                              |                      |
| 3      | ● 수도권 전철 1호선                    | 동인천 방면 (급행•특급)                |                      |
| 4      | ● 수도권 전철 1호선                    | 당역 종착 (급행•특급)                  |                      |
| 5      | ● 수도권 전철 1호선                    | 인천 · 신창 방면 (일반, 급행)          |                      |
| 6      | ● 수도권 전철 1호선                    | 광운대 · 연천 방면 (일반, 급행)        |                      |
| 7~10   |                                        |                                        |                      |
| 호남선 | KTX                                    | 서대전 · 목포 방면                     |                      |
| 호남선 | ITX-새마을 · ITX-마음 · 무궁화호       | 수원 · 광주 · 목포 방면                |                      |
| 호남선 | 무궁화호                               | 보성 · 순천 방면                       |                      |
| 장항선 | ITX-새마을 · 무궁화호 · 서해금빛열차   | 홍성 · 익산 방면                       |                      |
| 전라선 | KTX · ITX-새마을 · ITX-마음 · 무궁화호 | 익산 · 여수엑스포 방면                 |                      |
| 12~13  | 호남선 · 전라선                        | KTX · ITX-새마을 · ITX-마음 · 무궁화호 | 행신 방면 · 당역종착 |

## 역 주변
4호선 신용산역이 바로 옆에 있어 용산역 1번 출구에서 나와서 조금만 걸어가면 신용산역으로 갈 수 있다. 그러나 환승할인은 적용되지 않는다.
- 용산아이파크
  - 아이파크몰
  - CGV용산아이파크몰
  - 이마트 용산점
- KRA 플라자 용산지점
- ● 수도권 전철 4호선 신용산역
- 용사의집
- 용산철도고등학교
- HYBE
  - 빅히트 뮤직
  - 플레디스 엔터테인먼트
  - 쏘스뮤직
  - 빌리프랩
  - KOZ 엔터테인먼트
  - HYBE Edu
  - HYBE 360
  - Superb
  - 위버스컴퍼니
- 용산전자상가 (선인상가, 나진상가, 전자랜드 등)
- 한강대로
- 한강초등학교
- 현대홈쇼핑
- 원효로

## 이용객 변동

### 수도권 전철
2000년부터 2004년까지 자료는 경부선과 경원선의 승차량을 합산한 값이다. 그리고 수도권 전철 1호선과 수도권 전철 경의·중앙선이 게이트를 공동으로 사용하기 때문에, 모든 승차량은 수도권 전철 1호선의 승차량으로 간주된다. ITX-청춘의 2012년 자료는 운행 개시일인 2012년 2월 28일부터 12월 31일까지인 308일 기준으로 환산한 것이다.
| 노선     | 노선 | 일평균 인원수 (명/일) | 일평균 인원수 (명/일) | 일평균 인원수 (명/일) | 일평균 인원수 (명/일) | 일평균 인원수 (명/일) | 일평균 인원수 (명/일) | 일평균 인원수 (명/일) | 일평균 인원수 (명/일) | 일평균 인원수 (명/일) | 일평균 인원수 (명/일) | 각주                  | 각주                  | 각주                  | 각주   |
| 노선     | 노선 | 2000년                | 2001년                | 2002년                | 2003년                | 2004년                | 2005년                | 2006년                | 2007년                | 2008년                | 2009년                | 각주                  | 각주                  | 각주                  | 각주   |
| -------- | ---- | --------------------- | --------------------- | --------------------- | --------------------- | --------------------- | --------------------- | --------------------- | --------------------- | --------------------- | --------------------- | --------------------- | --------------------- | --------------------- | ------ |
| 1호선    | 승차 | 26,826                | 29,718                | 28,184                | 27,338                | 25,967                | 33,418                | 35,989                | 36,595                | 35,820                | 33,945                | [ 17 ]                | [ 17 ]                | [ 17 ]                | [ 17 ] |
| 1호선    | 하차 | 24,445                | 29,231                | 29,155                | 28,729                | 26,843                | 35,190                | 37,654                | 38,434                | 37,400                | 35,318                | [ 17 ]                | [ 17 ]                | [ 17 ]                | [ 17 ] |
| 노선     | 노선 | 일평균 인원수 (명/일) | 일평균 인원수 (명/일) | 일평균 인원수 (명/일) | 일평균 인원수 (명/일) | 일평균 인원수 (명/일) | 일평균 인원수 (명/일) | 일평균 인원수 (명/일) | 일평균 인원수 (명/일) | 일평균 인원수 (명/일) | 일평균 인원수 (명/일) | 일평균 인원수 (명/일) | 일평균 인원수 (명/일) | 일평균 인원수 (명/일) | 각주   |
| 노선     | 노선 | 2010년                | 2011년                | 2012년                | 2013년                | 2014년                | 2015년                | 2016년                | 2017년                | 2018년                | 2019년                | 2020년                | 2021년                | 2022년                | 각주   |
| 1호선    | 승차 | 33,499                | 33,009                | 33,017                | 32,535                | 32,439                | 36,837                | 39,482                | 39,729                | 41,722                | 42,472                | 27,551                | 26,868                | 35,804                | [ 18 ] |
| 1호선    | 하차 | 34,593                | 33,941                | 33,806                | 33,659                | 33,467                | 37,540                | 39,931                | 40,412                | 42,638                | 43,841                | 28,125                | 29,305                | 36,405                | [ 18 ] |
| ITX-청춘 | 승차 | 미개통                | 미개통                | 3,140                 | 3,851                 | 4,357                 | 4,964                 | 5,129                 | 4,953                 | 4,690                 | 3,712                 |                       |                       |                       | [ 18 ] |
| ITX-청춘 | 하차 | 미개통                | 미개통                | 3,246                 | 3,884                 | 4,438                 | 5,152                 | 5,282                 | 5,089                 | 4,836                 | 3,813                 |                       |                       |                       | [ 18 ] |

### 일반열차
연보의 2001년부터 2003년까지 자료는 일반 승차량의 합산량과 전체 승차량이 다른데, 이는 서울 인근의 군 병력이 주로 이 역을 이용하였기 때문이다. 합계에는 일반 승차량의 합산량만 기록하였다.
| 연도와 승하차방향 | 연도와 승하차방향 | 연도와 승하차방향 | 이용 인원 | 이용 인원 | 이용 인원 | 이용 인원 | 이용 인원 | 이용 인원 |
| 연도와 승하차방향 | 연도와 승하차방향 | 연도와 승하차방향 | 경부선    | 경부선    | 경부선    | 경부선    | 경부선    |           |
| 연도와 승하차방향 | 연도와 승하차방향 | 연도와 승하차방향 | KTX       | 새마을    | 무궁화    | 통일      | 총계      |           |
| ----------------- | ----------------- | ----------------- | --------- | --------- | --------- | --------- | --------- | --------- |
| 2001년            | 하행              | 승차              | 미개통    | 무정차    | 16490     | 13006     | 29496     |           |
| 2001년            | 하행              | 하차              | 미개통    | 무정차    | 6         | 5         | 11        |           |
| 2001년            | 상행              | 승차              | 미개통    | 무정차    | 3         | 13        | 16        |           |
| 2001년            | 상행              | 하차              | 미개통    | 무정차    | 1976      | 6568      | 8544      |           |
| 2002년            | 하행              | 승차              | 미개통    | 무정차    | 5656      | 7917      | 13573     |           |
| 2002년            | 하행              | 하차              | 미개통    | 무정차    | 1         | 6         | 7         |           |
| 2002년            | 상행              | 승차              | 미개통    | 무정차    | 1         | 0         | 0         |           |
| 2002년            | 상행              | 하차              | 미개통    | 무정차    | 1993      | 6688      | 8681      |           |
| 2003년            | 하행              | 승차              | 미개통    | 무정차    | 5058      | 8118      | 13176     |           |
| 2003년            | 하행              | 하차              | 미개통    | 무정차    | 6         | 12        | 18        |           |
| 2003년            | 상행              | 승차              | 미개통    | 무정차    | 0         | 2         | 2         |           |
| 2003년            | 상행              | 하차              | 미개통    | 무정차    | 2083      | 8946      | 11029     |           |
| 2004년            | 하행              | 승차              | 1164205   | 254220    | 1249843   | 1950      | 2670218   |           |
| 2004년            | 하행              | 하차              | 112       | 20        | 175       | 18        | 325       |           |
| 2004년            | 상행              | 승차              | 1375      | 70        | 180       | 2         | 1627      |           |
| 2004년            | 상행              | 하차              | 1343186   | 253208    | 1277903   | 849       | 2875146   |           |
| 2005년            | 하행              | 승차              | 1870912   | 387980    | 1613833   | 폐지      | 3872725   |           |
| 2005년            | 하행              | 하차              | 179       | 3         | 8         | 폐지      | 190       |           |
| 2005년            | 상행              | 승차              | 1335      | 3         | 0         | 폐지      | 1338      |           |
| 2005년            | 상행              | 하차              | 2124765   | 355473    | 1668100   | 폐지      | 4148338   |           |

| 연도와 승하차 | 연도와 승하차 | 이용 인원 | 이용 인원 | 이용 인원 | 이용 인원 | 이용 인원 | 이용 인원 | 이용 인원 |
| 연도와 승하차 | 연도와 승하차 | KTX       | 산천      | 새마을    | 무궁화    | 누리      | 청춘      | 총계      |
| ------------- | ------------- | --------- | --------- | --------- | --------- | --------- | --------- | --------- |
| 2013년        | 승차          | 1029332   | 1448927   | 412819    | 1345008   | 116130    | 1398480   | 5750696   |
| 2013년        | 하차          | 980435    | 1574904   | 376790    | 1377679   | 148634    | 1410358   | 5868800   |

## 인접한 역
| KTX                                        | KTX                                                                        | KTX                                               |
| ------------------------------------------ | -------------------------------------------------------------------------- | ------------------------------------------------- |
| 서울 행신 방면                             | KTX 호남선                                                                 | 광명 목포 방면                                    |
| 서울 행신 방면                             | KTX 호남선 서대전만 경유                                                   | 광명 익산 방면                                    |
| 서울 방면                                  | KTX 호남선 서대전 · 김제 경유                                              | 광명 목포 방면                                    |
| 서울 행신 방면                             | KTX 전라선                                                                 | 광명 여수엑스포 방면                              |
| 시·종착역                                  | KTX 전라선 서대전 경유                                                     | 광명 여수엑스포 방면                              |
| ITX-청춘                                   |                                                                            |                                                   |
| 시·종착역                                  | ITX-청춘 경춘선                                                            | 옥수 춘천 방면                                    |
| 새마을호                                   |                                                                            |                                                   |
| 시·종착역                                  | ITX-새마을 호남선                                                          | 영등포 목포 방면                                  |
| 시·종착역                                  | ITX-새마을 광주선                                                          | 영등포 광주 방면                                  |
| 시·종착역                                  | ITX-새마을 전라선                                                          | 영등포 여수엑스포 방면                            |
| 시·종착역                                  | 새마을호 장항선                                                            | 영등포 익산 방면                                  |
| 시·종착역                                  | 서해금빛열차                                                               | 영등포 익산 방면                                  |
| ITX-마음                                   |                                                                            |                                                   |
| 시·종착역                                  | ITX-마음 전라선                                                            | 영등포 여수엑스포 방면                            |
| 시·종착역                                  | ITX-마음 호남선                                                            | 영등포 목포 방면                                  |
| 시·종착역                                  | ITX-마음 장항선                                                            | 영등포 홍성 방면                                  |
| 무궁화호                                   |                                                                            |                                                   |
| 시·종착역                                  | 무궁화호 호남선 장항선 · 전라선                                            | 영등포 목포 · 광주 방면 익산 · 여수엑스포 방면    |
| 광역전철 (경부선)                          |                                                                            |                                                   |
| 134 남영 연천 방면 광운대 방면 청량리 방면 | ● 수도권 전철 1호선 경원-경인선 완행 · 경원선 급행 경부선 완행 경부선 급행 | 136 노량진 인천 방면 서동탄 · 신창 방면 신창 방면 |
| 시·종착역                                  | ● 수도권 전철 1호선 경인선 특급 · 경인선 급행                              | 136 노량진 동인천 방면                            |
| 광역전철 (용산선, 경원선)                  |                                                                            |                                                   |
| K311 효창공원앞 문산 방면                  | ● 수도권 전철 경의·중앙선 본선 완행 · 중앙선 급행                          | K111 이촌 지평 · 용문 방면                        |
| K312 공덕 문산 방면                        | ● 수도권 전철 경의·중앙선 경의선 급행                                      | 이 역부터 전 역 정차 용문 방면                    |

## 사진

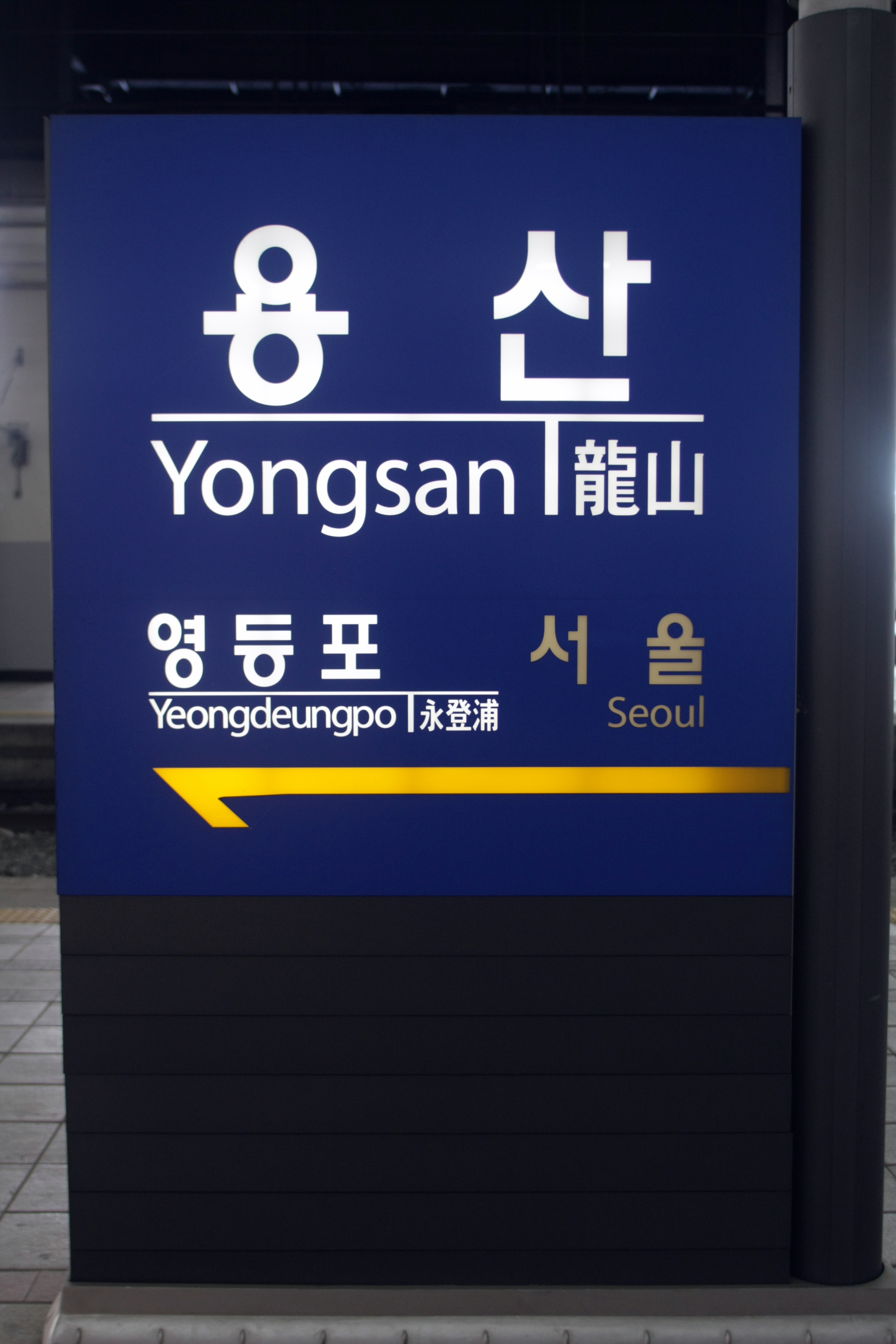
일반열차 역명판
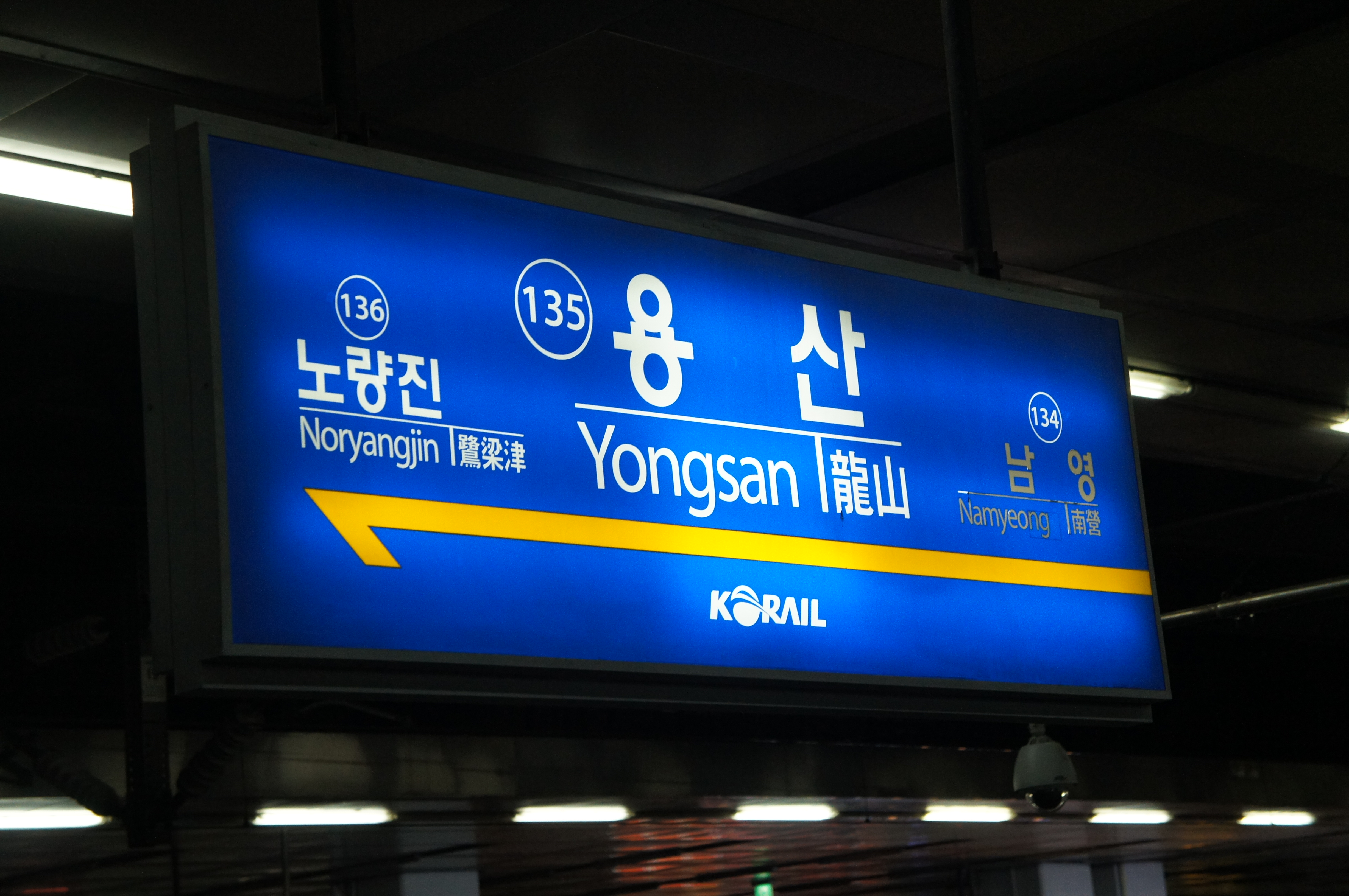
수도권 전철 1호선 역명판
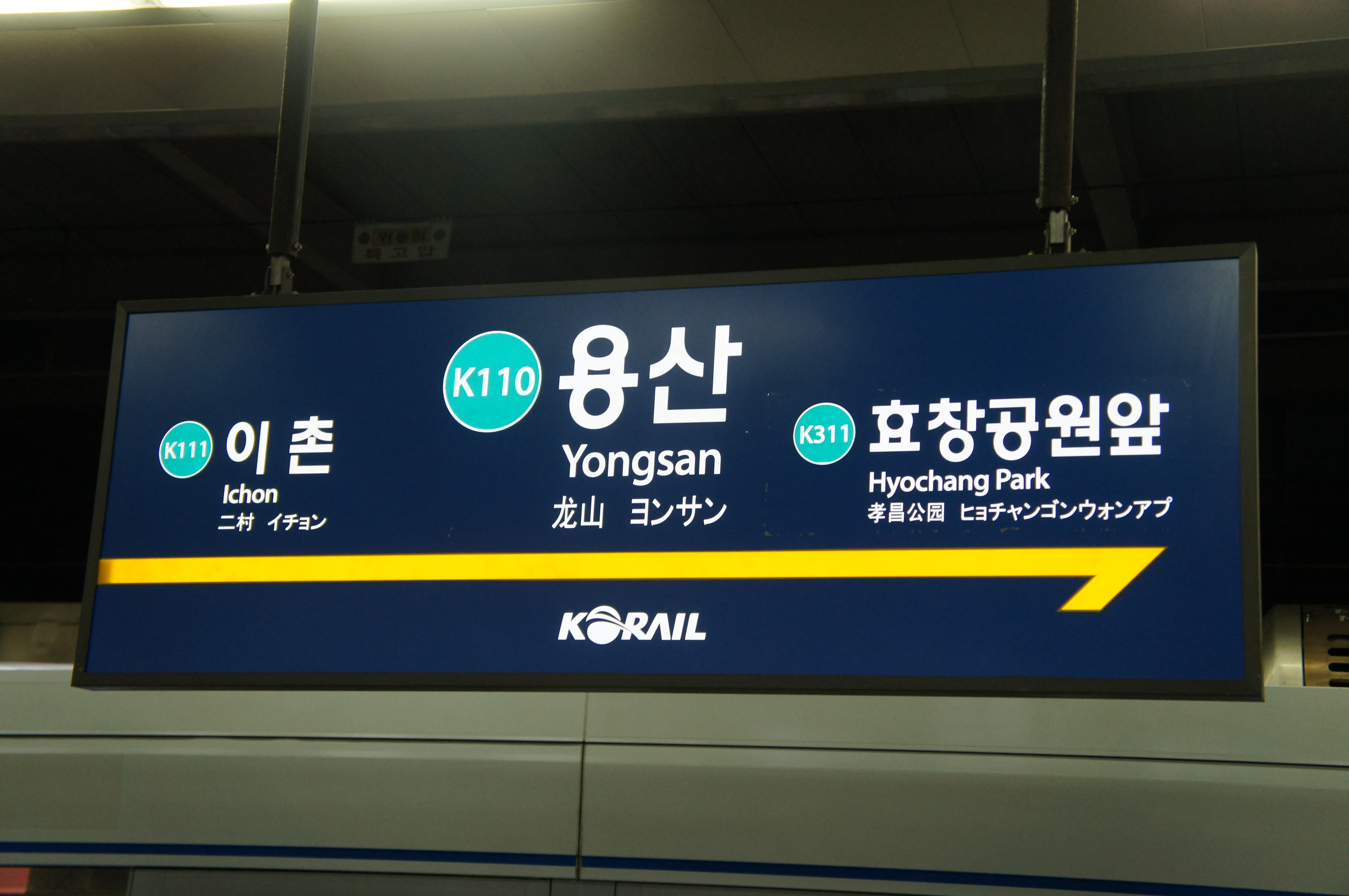
경의·중앙선 역명판
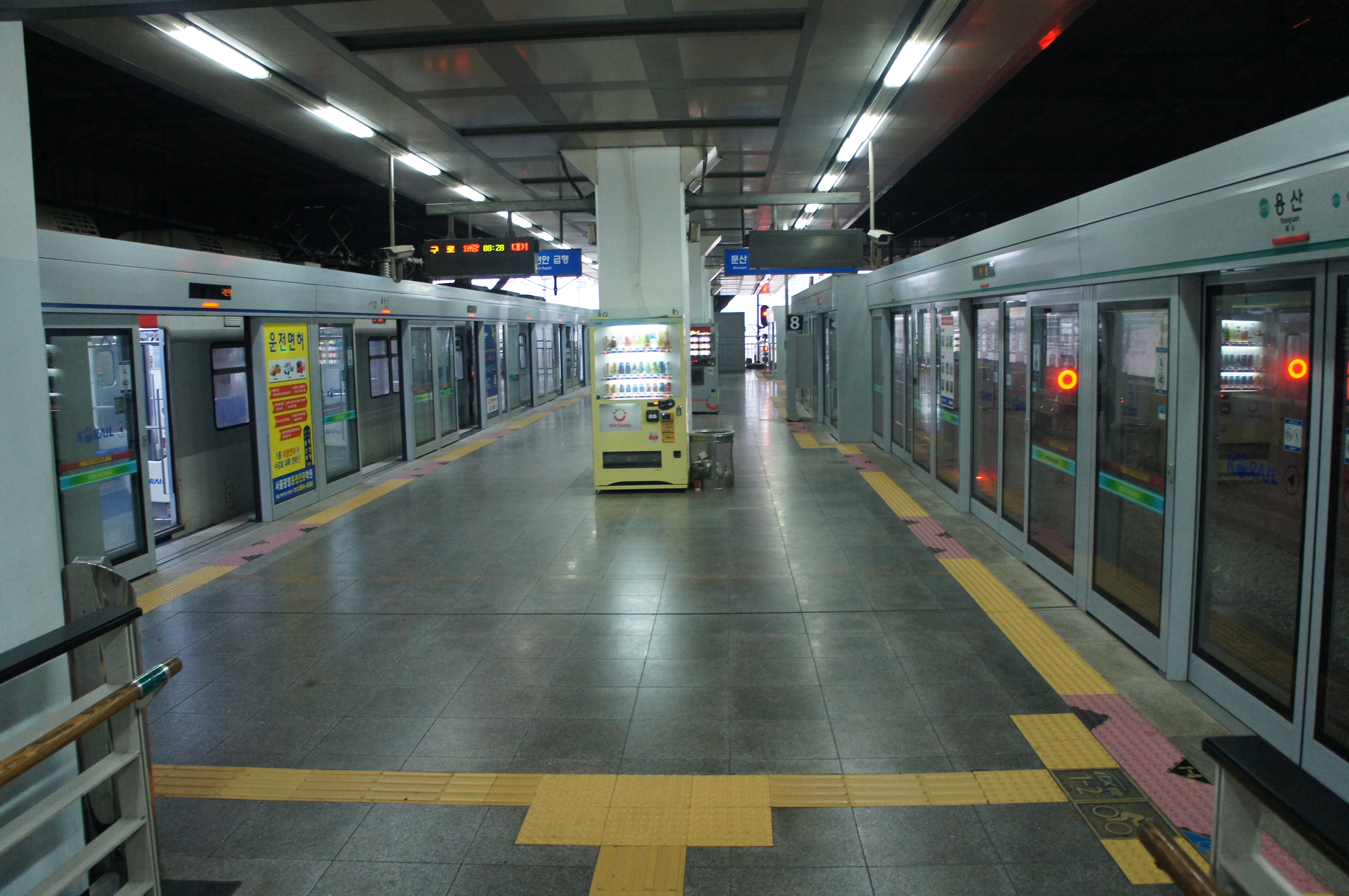
2, 3번 승강장
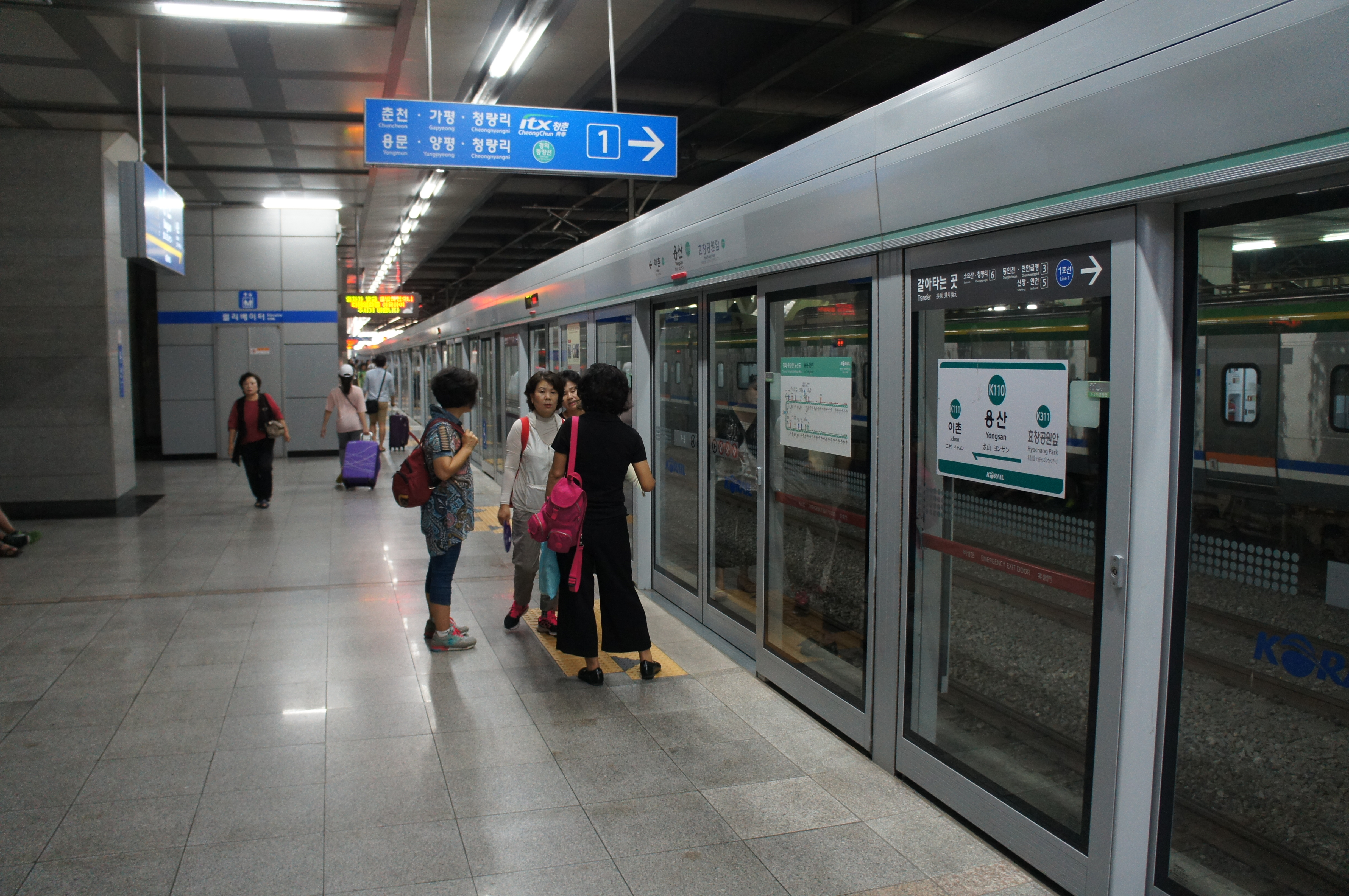
1번 승강장
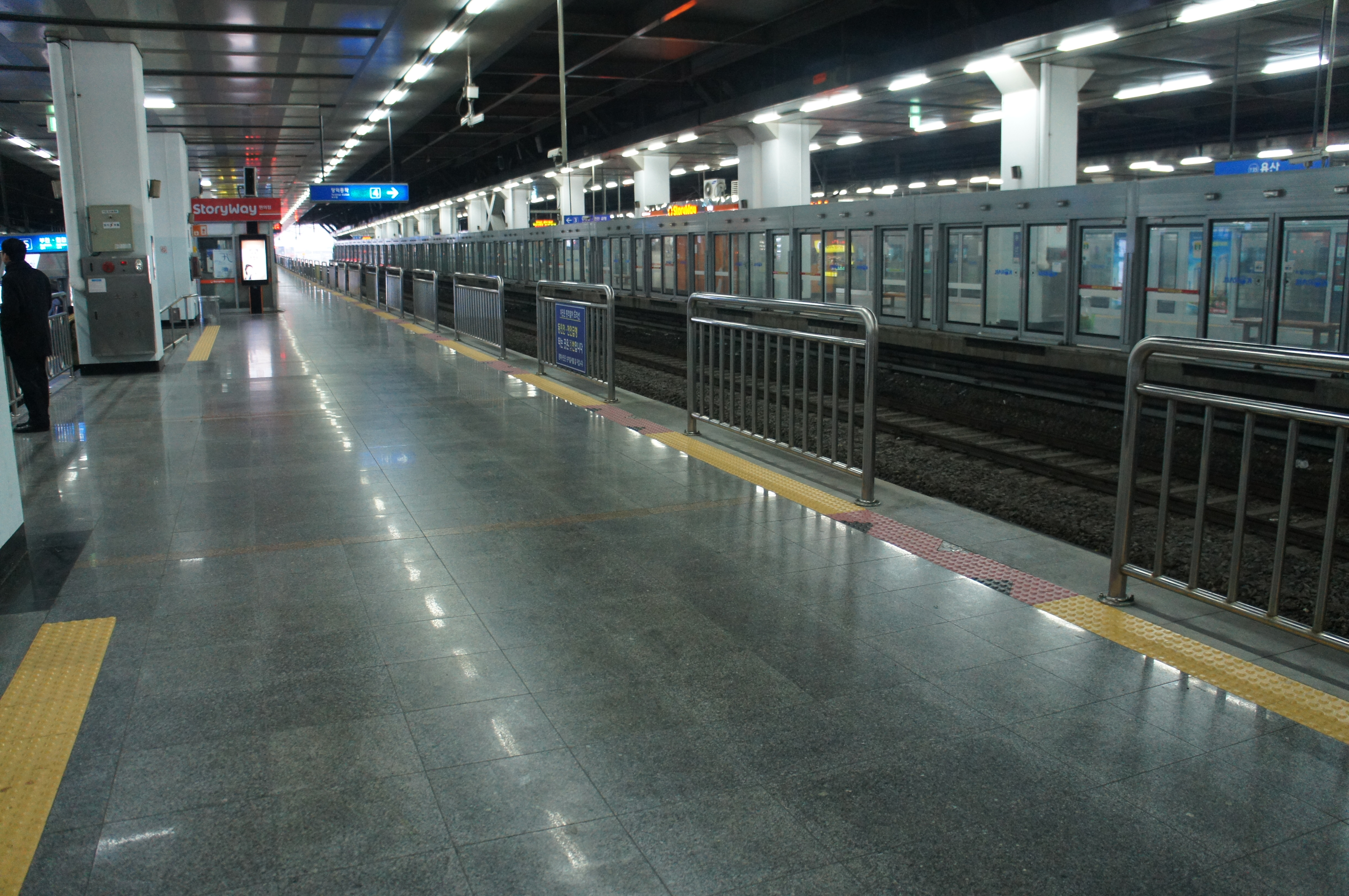
4번 승강장 (스크린도어 설치 전)
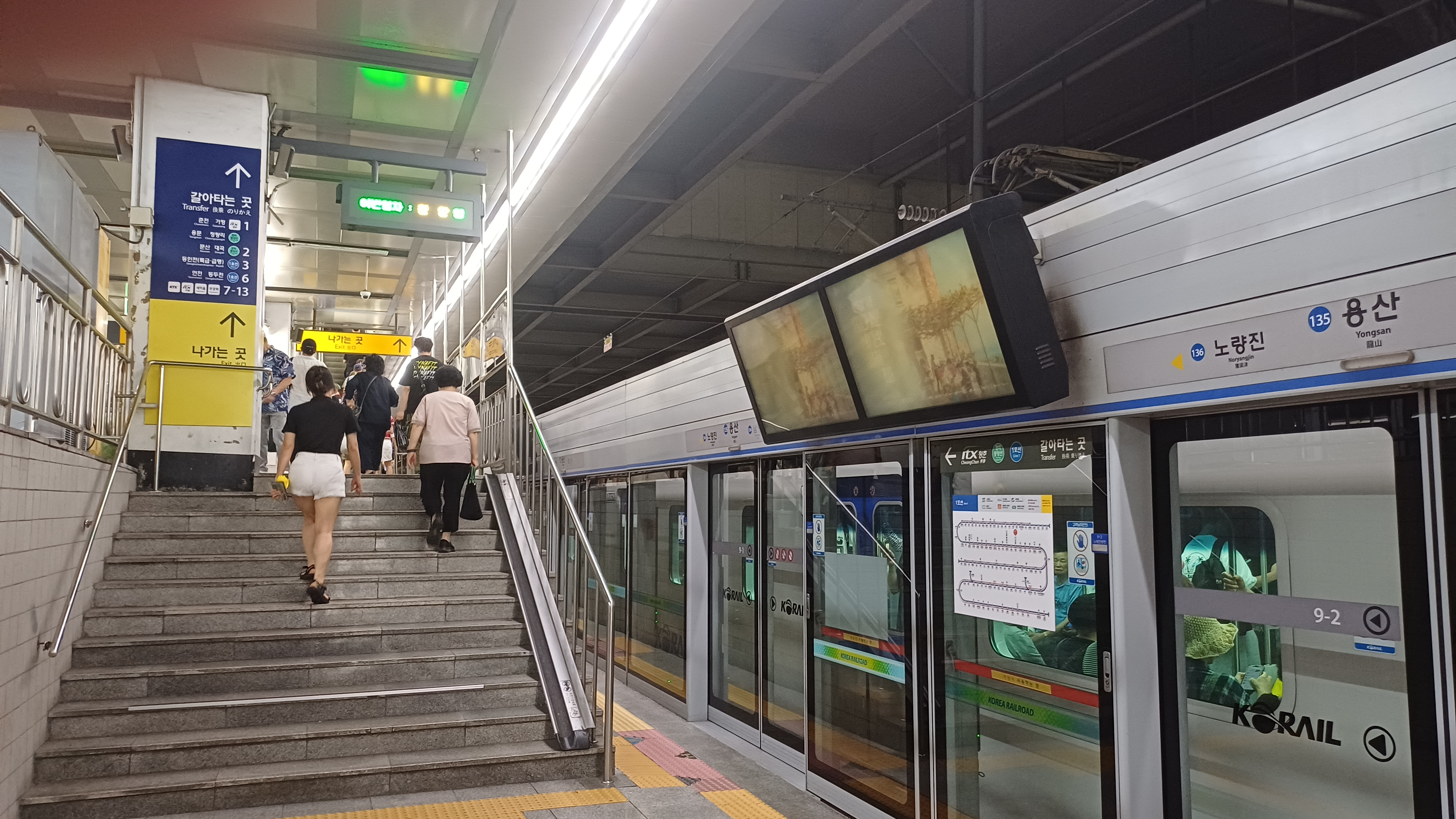
5번 승강장
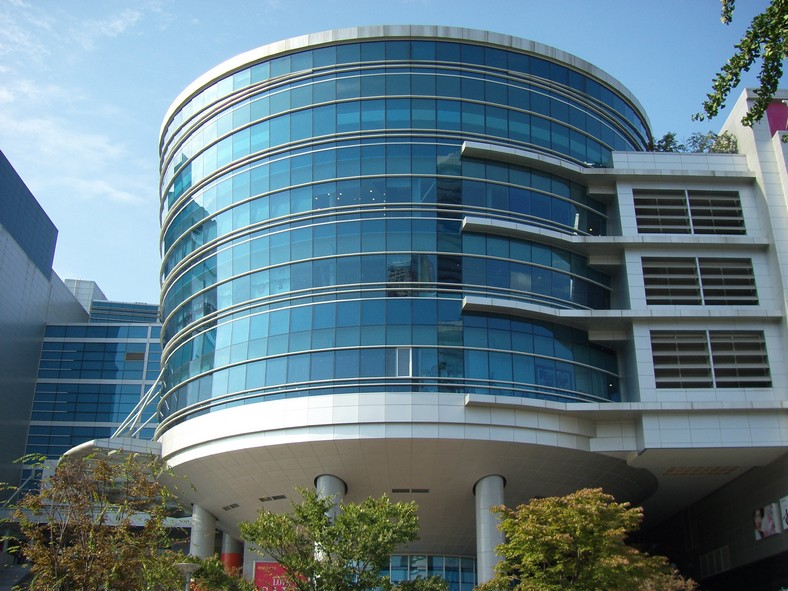
역사
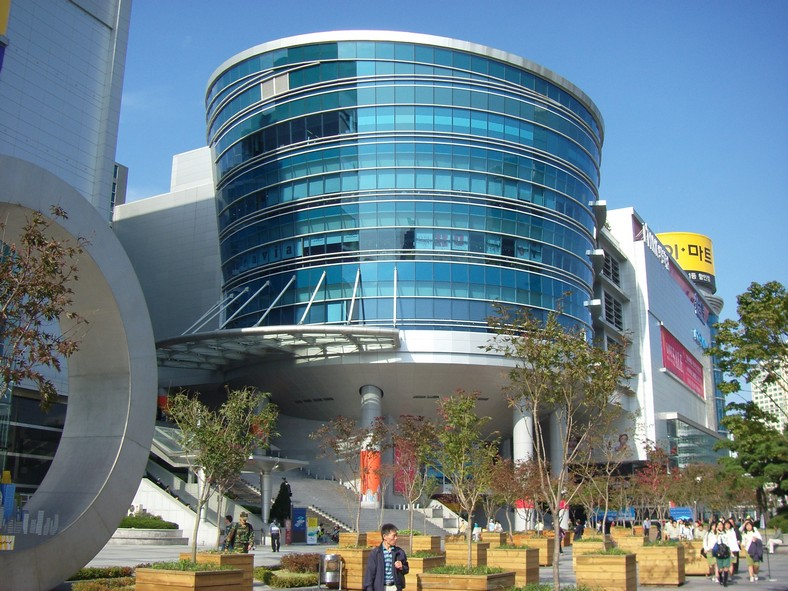
역사
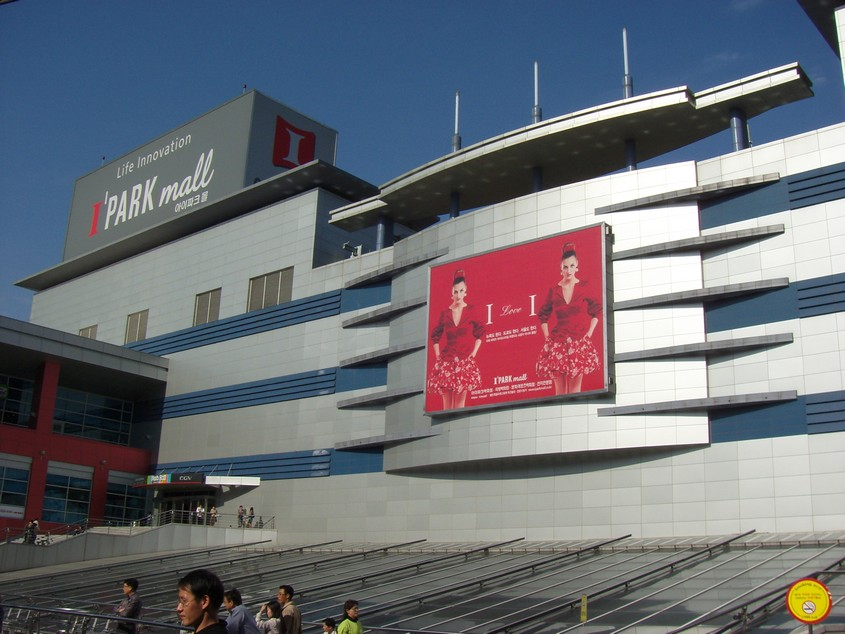
역사
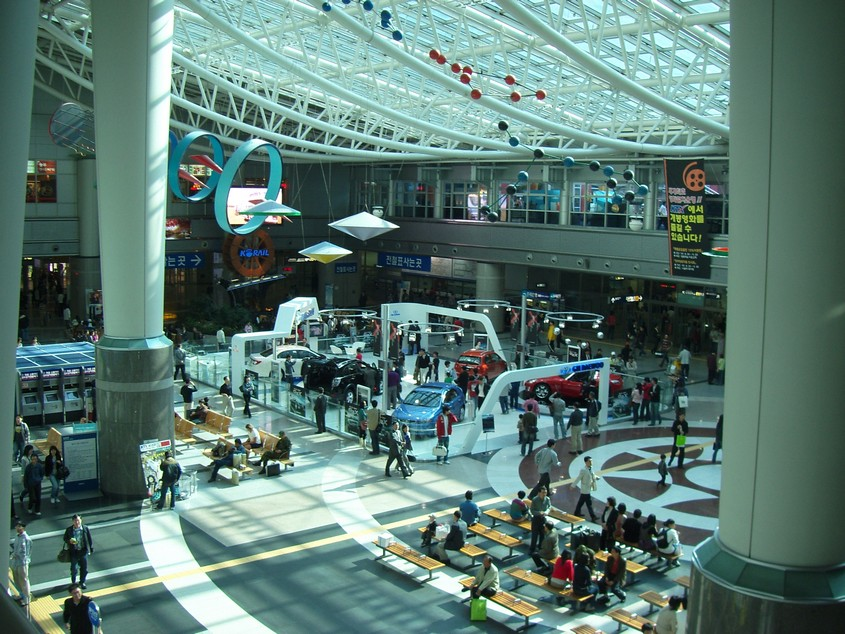
대합실
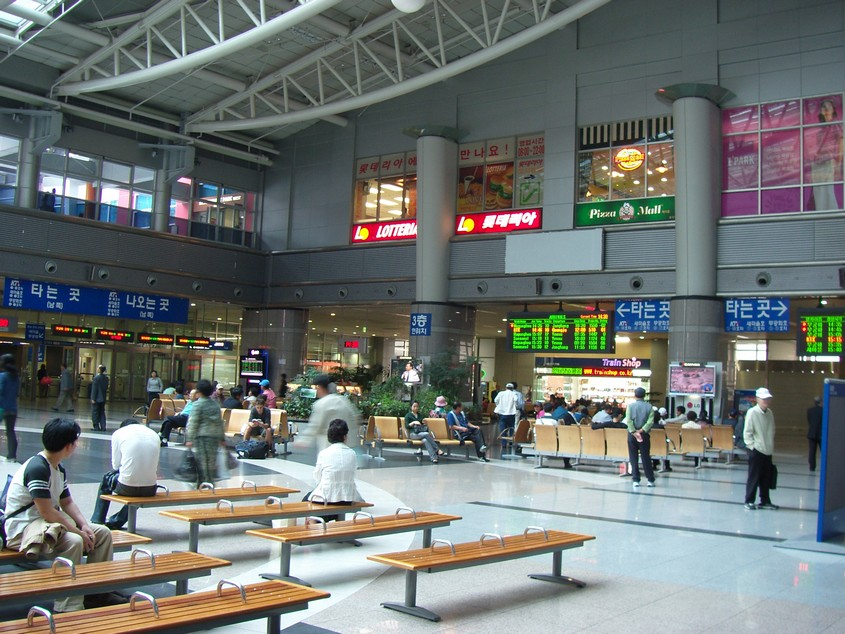
대합실
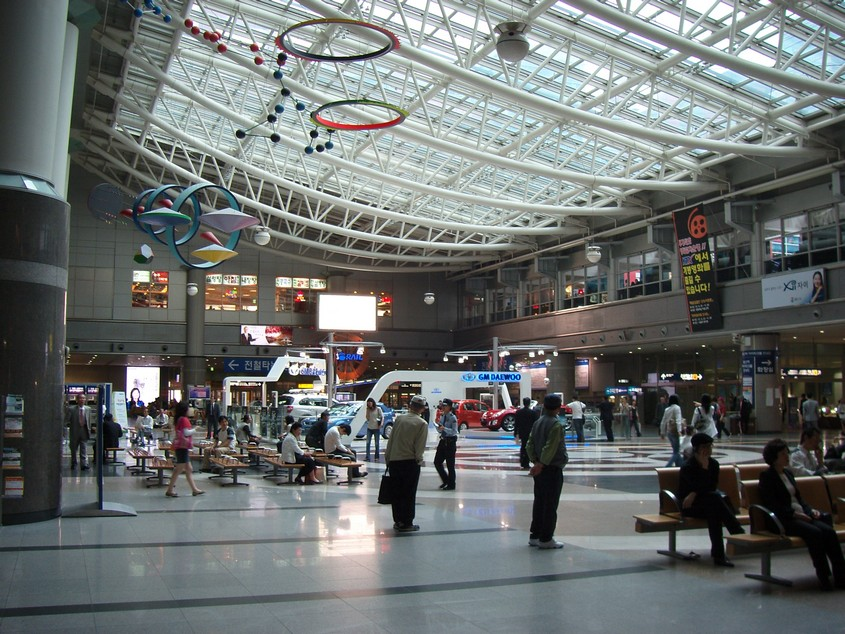
대합실
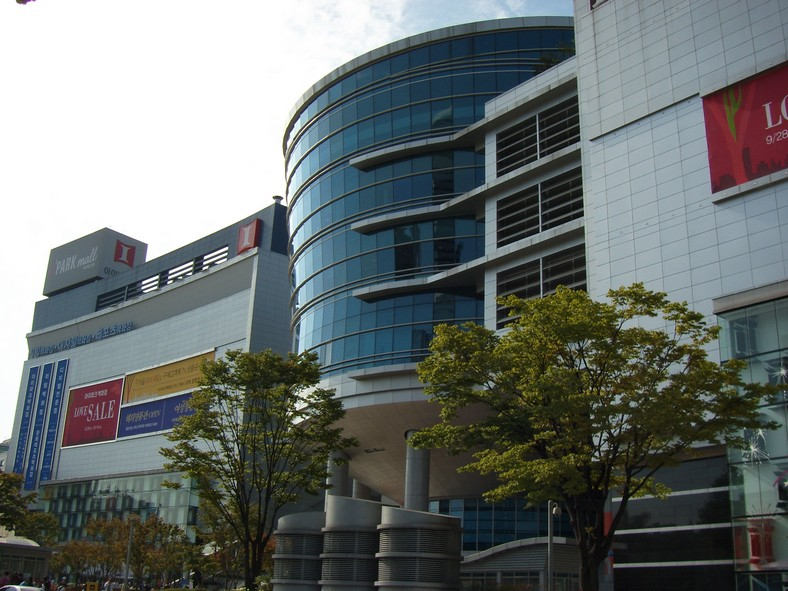
역사
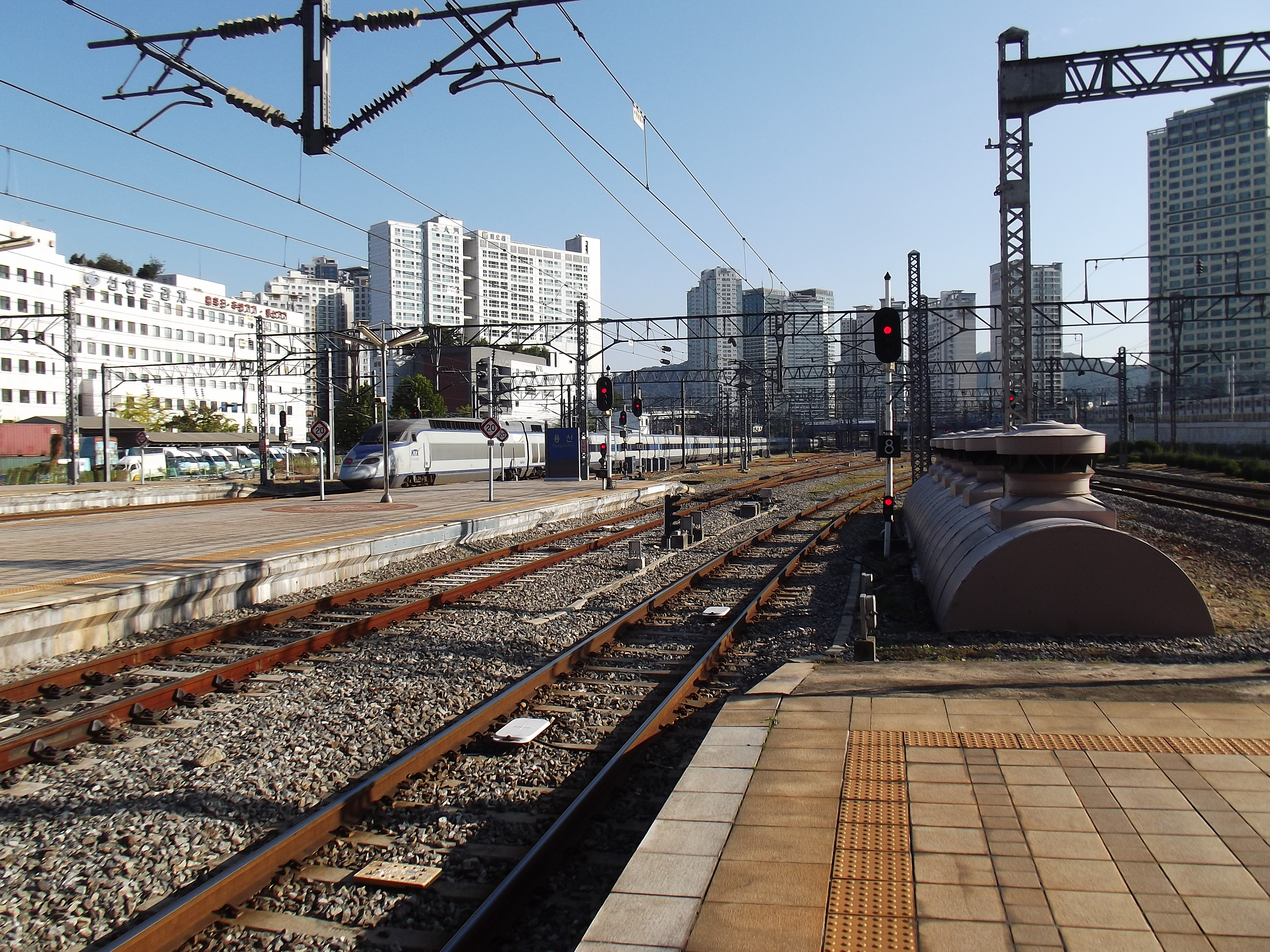
선로
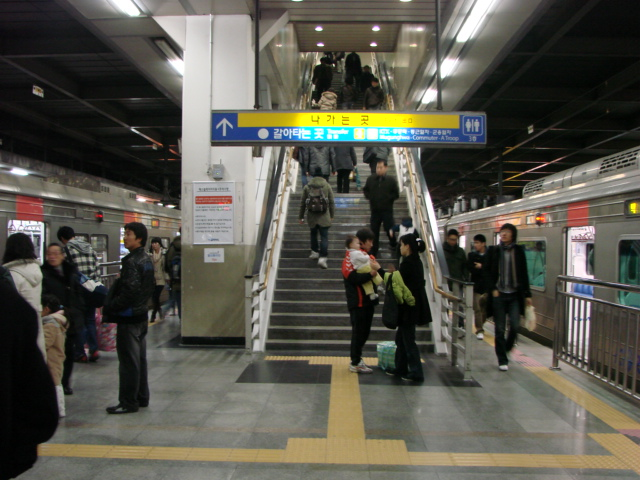
1호선과 경의중앙선의 같은 승강장에서 환승
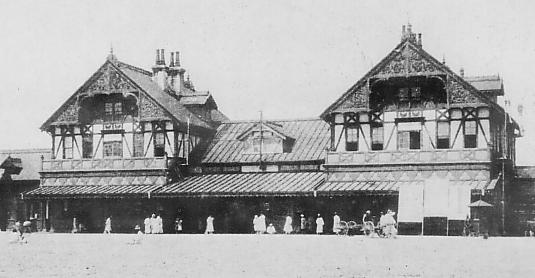
일제시대의 모습

## 같이 보기
- 한국철도공사
- 한국고속철도